# برين فيريرا
برين فيريرا (بالإسبانية: Brian Ferreira)‏ (24 مايو 1994 ببوينس آيرس في الأرجنتين - ) هو لاعب كرة قدم أرجنتيني في مركز الوسط. شارك مع منتخب الأرجنتين تحت 17 سنة لكرة القدم. أما مع النوادي، فقد لعب مع أوليمبو وإنديبندينتي وفيليز سارسفيلد ونادي راسينغ.
على الرغم من أن فيريرا وُلد وترعرع في الأرجنتين، إلا أنه يحمل حاليًا جواز سفر عراقي وفي موسم دوري ماليزيا الممتاز 2017، تم تسجيله كلاعب في الاتحاد الآسيوي كجزء من اللاعبين الأجانب الأربعة المسموح لهم بالتسجيل في كل فريق. ونتيجة لذلك، فهو مؤهل لتمثيل العراق على المستوى الدولي.

## روابط خارجية
- برين فيريرا على موقع قاعدة بيانات كرة القدم.إي يو (الإنجليزية)
- برين فيريرا على موقع Soccerway.com (الإنجليزية)